# Michel Steen-Hansen
Michel Steen-Hansen (født 21. april 1968 i Nordrup ved Ringsted[kilde mangler]) er direktør i Danmarks Biblioteksforening.
Steen-Hansen er søn af tømrermester Mogens (død 2008) og defektrice Grethe Steen-Hansen. 
Han er student fra Haslev Gymnasium (1987) og har en samfundsvidenskabelig basisuddannelse fra RUC (1989) og blev cand.scient.soc. i historie og geografi i 1996 fra samme sted.[kilde mangler] Han er gift med Marlene Borst Hansen.
Efter at have virket som leder af Midtsjællandske Lokalhistorisk Arkiv i Ringsted blev han ansat som biblioteksleder for Ringsted Bibliotek.
Den historiker-uddannede Steen-Hansen var da en af de første med en anden faglig baggrund end bibliotekaruddannelsen i en sådan stilling.
Han fortsatte som Slagelse Kommunes bibliotekschef indtil han i 2008 blev udpeget til direktør i Danmarks Biblioteksforening.
Steen-Hansen har tidligere haft en politisk karriere som folketingskandidat og byrådsmedlem for SF i Ringsted Kommune.
Som spidskandidat ved Kommunalvalget 2005 opnåede han med 824 personlige stemmer over halvdelen af partiets i alt 1613 stemmer. Ved valget i 2001 op nåede han 1250 hvilket var mere end den siddende borgmester Rasmus Kristensen fra Venstre som fik 1068 stemmer
Michel Steen-Hansen var projektleder på Indvandrerhistorie i Ringsted og udgav i 2001 bogen med samme titel. Samme år bidrog han til antologien Midt i strømmen : om ligestilling, mainstreaming og mangfoldighed og han bidrog til Veje til viden fra 2014.
I 2015 blev han udpeger til UNESCO nationalkommission 
Michel Steen-Hansen også som blogger skabt www.biblioteksdebat.dk om
biblioteksfaglige emner, samt www.farsbarsel.dk
om en mand på barsel og www.farsunivers.dk
om ligestilling 